# Bagienna olszyna górska

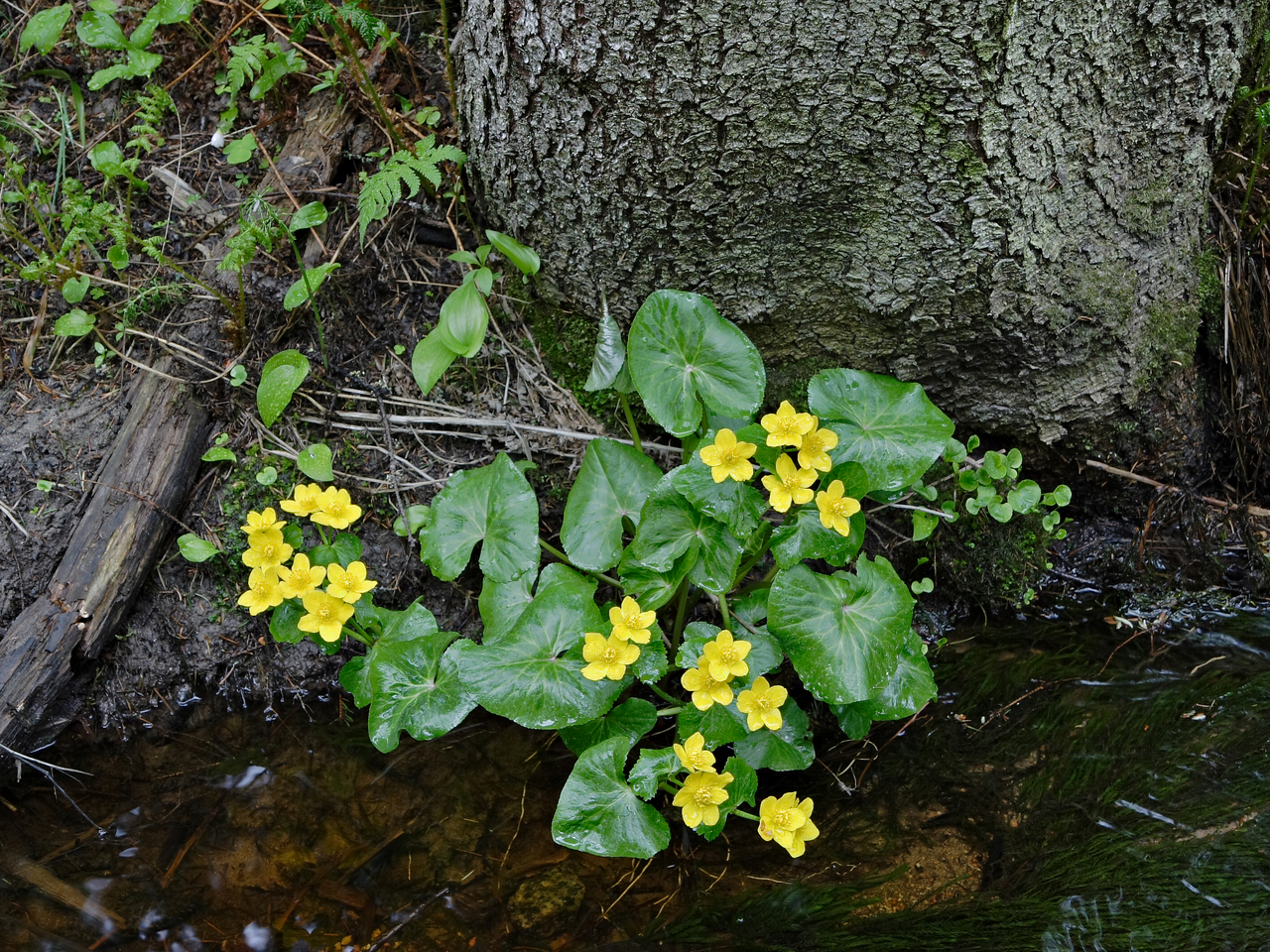
Knieć błotna – gatunek dominujący w runie

Bagienna olszyna górska (Caltho laetae-Alnetum)  lub (Caltho-Alnetum)  – zespół leśny, który w Polsce występuje w piętrze pogórza i regla dolnego Karpat. Po raz pierwszy rozpoznany w latach 60. XX w. w Bieszczadach, później stwierdzono jego występowanie jeszcze  w Beskidzie Żywieckim, Pieninach i  Beskidzie Niskim. Charakteryzuje się dość dużym bogactwem florystycznym. Dominującym gatunkiem wśród drzew jest olsza szara (Alnus incana) lub czarna (Alnus glutinosa), a w ubogim florystycznie runie leśnym - knieć błotna (Caltha palustris). Zbiorowisko to występuje na płaskich i zabagnionych terenach o stałym przepływie wód wysiękowych, gdzie dominują gleby mułowo-glejowe lub mułowo-torfowe. Duże podobieństwo florystyczne i siedliskowe łączy ten zespół z występujących na nizinach zespołem Fraxino-Alnetum.
Charakterystyczna kombinacja gatunków
Ch.Ass.: knieć błotna (Caltha paluistris), kozłek całolistny (Valeriana simplicifolia)
ChAll.:  perz psi (Agropyron caninus), olsza szara (Alnus incana), turzyca zwisła (Carex pendula), turzyca rzadkokłosowa (Carex remota), turzyca zgrzebłowata (Carex strigosa), śledziennica skrętolistna (Chrysosplenium alternifolium),  czartawa drobna (Circaea alpina),  czartawa pośrednia (Circaea intermedia), skrzyp olbrzymi (Equisetum telmateia), kostrzewa olbrzymia (Festuca gigantea), ziarnopłon wiosenny (Ficaria verna), złoć żółta (Gagea lutea), pióropusznik strusi (Matteucia struthiopteris), czeremcha pospolita (Padus avium), merzyk fałdowany (Mnium undulatum), porzeczka zwyczajna (Ribes spicatum), szczaw gajowy (Rumex sanguineus), gwiazdnica gajowa (Stellaria nemorum), wiąz pospolity (Ulmus minor)
ChO. : piżmaczek wiosenny Adoxa moschatelina, czosnek niedźwiedzi Allium ursinum, zawilec żółty Anemone ranunculoides, sałatnica leśna Aposeris foetida, kopytnik pospolity Asarum europaeum, jarzmianka większa Astrantia major, żórawiec falisty (mech) Atrichum undulatum, turzyca leśna Carex sylvatica, kokorycz pusta Corydalis cava, kokorycz wątła Corydalis intermedia, kokorycz drobna Corydalis pumila, wawrzynek wilczełyko Daphne mezereum, nerecznica samcza Dryopteris filix-mas, wilczomlecz migdałolistny Euphorbia amygdaloides, wilczomlecz słodki Euphorbia dulcis, dzióbkowiec bruzdowany (mech) Eurhynchium striatum, ziarnopłon wiosenny Ficaria verna, złoć mała Gagea minima, gajowiec żółty Galeobdolon luteum, przytulia wonna Galium odoratum, niecierpek pospolity Impatiens noli-tangere, zdrojówka rutewkowata Isopyrum thalictroides, groszek wiosenny Lathyrus vernus, lilia złotogłów Lilium martagon, tojeść gajowa Lysimachia nemorum, szczyr trwały Mercurialis perennis, prosownica rozpierzchła Milium effusum, gnieźnik leśny Neottia nidus-avis, czworolist pospolity Paris quadrifolia, zerwa kłosowa Phyteuma spicatum, kokoryczka wielokwiatowa Polygonatum multiflorum, pierwiosnek wyniosły Primula elatior, miodunka ćma Pulmonaria obscura, miodunka plamista Pulmonaria officinalis, jaskier kaszubski Ranunculus cassubicus, jaskier kosmaty Ranunculus lanuginosus, żankiel zwyczajny Sanicula europaea, trędownik bulwiasty Scrophularia nodosa, czyściec leśny Stachys sylvatica, przetacznik górski Veronica montana, fiołek leśny Viola reichenbachiana.
ChCl. :  Klon polny Acer campestre, klon zwyczajny Acer platanoides, podagrycznik pospolity Aegopodium podagraria, zawilec gajowy Anemone nemorosa, kłosownica leśna Brachypodium sylvaticum, dzwonek pokrzywolistny Campanula trachelium, turzyca palczasta Carex digitata, leszczyna pospolita Corylus avellana, kruszczyk szerokolistny Epipactis helleborine, trzmielina zwyczajna Euonymus europaea, trzmielina brodawkowata Euonymus verrucosus, jesion wyniosły Fraxinus excelsior, przylaszczka pospolita Hepatica nobilis, łuskiewnik różowy Lathrea squamaria, suchodrzew pospolity Lonicera xylosteum, perłówka zwisła Melica nutans, wiechlina gajowa Poa nemoralis, jaskier różnolistny Ranunculus auricomus, porzeczka alpejska Ribes alpinum, szałwia lepka Salvia glutinosa, cebulica dwulistna Scilla bifolia.
Duże znaczenie diagnostyczne mają takie gatunki, jak: Lycopus europaeus, Sphagnum squarrosum i inne charakterystyczne dla olsu, oraz gatunki, które do bagiennej olszyny górskiej przechodzą z podmokłych łąk: Cirsium oleraceum, Cirsium palustre, Climacium dendroides, Crepis paludosa, Equisetum palustre, Filipendula ulmaria, Myosotis palustris.